# Li Martins
Patricia Lissa Kashiwaba Martins (em japonês: パトリシア・リサ柏葉; Sertanópolis, 29 de março de 1984), mais conhecida profissionalmente como Li Martins (anteriormente como Lissah), é uma atriz e cantora brasileira. Em 2002 venceu o talent show Popstars e, até 2006, integrou a girl band brasileira Rouge, com a qual lançou quatro álbuns de estúdio, Rouge (2002), C'est La Vie (2003), Blá Blá Blá (2004) e Mil e uma Noites (2005), vendendo ao todo 6 milhões de cópias e se tornando o grupo feminino mais bem sucedido do Brasil.
Em 2007 decidiu dedicar-se à carreira de atriz em musicais, estreando como protagonista em Miss Saigon, como Kim, uma mulher asiática abandonada por seu amante americano. Em 2009 protagonizou a versão da Broadway A Bela e a Fera, baseado na animação Walt Disney. Em 2010, Lissa atuou também em Jekyll & Hyde - O Médico e o Monstro e, em 2011, protagonizou sua primeira comédia, O Fantasma da Máscara, inspirado no clássico O Fantasma da Ópera. Em 2012 dá vida ao papel da filipina Cynthia na produção brasileira de Priscilla – Rainha do Deserto, baseado no filme de mesmo nome.
Em 2014 viaja o Brasil com a turnê Disney in Concert: As Músicas dos seus Filmes Favoritos, que mistura musical e show, interpretando as canções famosas de filmes clássicos da Walt Disney ao lado de Beto Sargentelli e Kacau Gomes. Em 2015 integra os participantes da oitava temporada do reality show A Fazenda. Em 2016 lança seu primeiro single "Vai Chegar", que faz parte do tema de abertura da telenovela Sila da Rede Bandeirantes.
Em 2017, volta com o grupo Rouge para inicialmente quatro shows como parte do projeto Chá da Alice, e logo em seguida, iniciando no ano de 2018 uma turnê com o grupo que está de volta oficialmente, além de lançar novos singles. Em 2018 interpreta sua primeira antagonista, Alini no musical O Poder da Amizade. Em 2019, lança o álbum Les 5inq com o grupo Rouge, que anunciou mais uma pausa na carreira. Em dezembro de 2018 estreia a turnê ''Uma Saudação a Céline Dion''.

## Biografia
Filha de médico e pedagoga, Patricia Lissa Kashiwaba Martins nasceu em Sertanópolis e passou toda sua infância e adolescência em Rolândia, no norte paranaense. Aos 4 anos, começou a frequentar aulas de língua japonesa e a cantar em concursos de música da comunidade nipônica, incentivada pela avó materna, que era japonesa. E como vivia dentro da colônia, usava a parte japonesa de seu nome Lissah Kashiwaba. Além de suas constantes participações nos festivais, até o início da adolescência, Lissah fazia parte do coral da escola, que foi para ela uma vitrine, pois com o coral se apresentava em festas de datas comemorativas na cidade. Até então cantar era apenas um hobby, pois seu sonho era ser médica como o pai. Mas aos 14 anos, começou a cantar profissionalmente. Era constantemente contratada para cantar em shows como, casamentos, formaturas, feiras e outros eventos de sua cidade e região. Para isso, teve que deixar os concursos de canções japonesas, que exigem muita dedicação, para dedicar mais tempo ao seu sonho de tornar-se uma cantora renomada.

## Carreira

### 2000–06: Raul Gil e carreira com Rouge
Em 2000 Li foi caloura do quadro Jovens Talentos do Programa Raul Gil, porém não chegou a final. Em 2002 Li se inscreve para o reality show Popstars, junto com outras 30 mil candidatas. Após seis eliminatórias, Li foi escolhida como uma das integrantes da girl band Rouge, junto com Luciana Andrade, Aline Wirley, Karin Hils e Fantine Thó. O primeiro álbum de estúdio do grupo, Rouge (2002), vendeu mais de 2 milhões de cópias no Brasil. O sucesso do álbum foi impulsionado pelas canções "Não Dá pra Resistir", "Beijo Molhado" e, principalmente, "Ragatanga", este que ajudou a estabelecer o grupo como um fenômeno nacional, sendo denominado de "as Spice Girls brasileiras". Com o sucesso do álbum de estreia do grupo, ainda no mesmo ano foi lançado um álbum de remixes intitulado Rouge Remixes, visando o público da música eletrônica. O segundo álbum de estúdio, C'est La Vie (2003), vendeu aproximadamente 250 mil cópias, e produziu os hits "Brilha la Luna" e "Um Anjo Veio me Falar", porém marcou também o último trabalho com Luciana Andrade, que deixou o grupo no início de 2004. Após a saída de Luciana, as quatro integrantes remanescentes prosseguiram e lançaram os álbuns Blá Blá Blá (2004) e Mil e uma Noites (2005). O grupo se separou definitivamente em junho de 2006, quando o contrato com a Sony Music expirou e não foi renovado. Ao longo de quatro anos, o grupo vendeu cerca de 6 milhões de discos, tornando-se o grupo feminino mais bem sucedido do Brasil e um dos vinte que mais venderam no mundo, e recebeu ao todo, dois discos de ouro, dois discos de platina, um disco de platina duplo e um disco de diamante pela ABPD.

### 2006–16: Carreira como atriz

Li no banner de Miss Saigon, em 2007.

Em 2007 Li foi convidada para gravar a versão brasileira de "Gotta Go My Own Way", da trilha sonora de High school musical 2, originalmente interpretada por Vanessa Hudgens. A faixa, intitulada "Vou Ser do Jeito que Eu Sou", foi lançada como single naquele ano, marcando a nova fase de sua carreira. Em 2007 voltou a usar seu primeiro nome artístico, Lissah Martins, em homenagem ao avô materno Takuichi Kashiwaba, e estreou no teatro musical, em cartaz como protagonista em Miss Saigon numa produção de Cameron Mackintosh, de Boublil & Schönberg que foi encenado pela primeira vez em Londres e dois anos depois estreou na Broadway. O musical foi para 25 países, traduzido para 12 idiomas diferentes e assistido por mais de 30 milhões de espectadores. Miss Saigon conquistou muitos prêmios pelo mundo, dentre eles 10 Tony Awards, principal premiação do teatro norte-americano. Em 2009, mais uma vez protagonizando um grande sucesso da Broadway, Lissah interpreta a personagem Bela, de A Bela e a Fera. Baseado no desenho de Walt Disney, vencedor de dois Oscars e a primeira animação a concorrer ao prêmio principal (Melhor Filme), a montagem teatral da Broadway ultrapassou a marca de 13 mil apresentações pelo mundo, aplaudida por 16 milhões de espectadores em mais de 13 países, entre eles, Canadá, Japão, México e Argentina.  O musical A Bela e a Fera da Disney é também vencedor do Prêmio Tony, o principal na categoria em âmbito mundial.

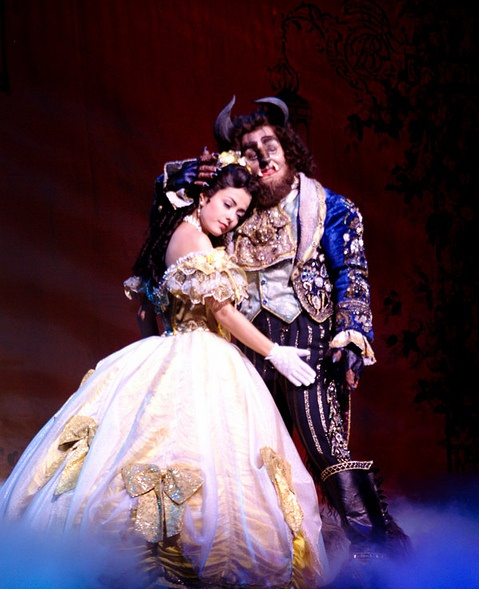
Li no musical A Bela e a Fera, em 2009.

Em 2010, Lissah atuou também em Jekyll & Hyde - O Médico e o Monstro. Mais um grande musical da Broadway, baseado na obra clássica de Robert Louis Stevenson. Com versão de Cláudio Botelho e direção de Fred Hanson, o espetáculo já foi montado em 17 países, com mais de 1.500 exibições no Plymouth Theater, em Nova York, que esteve em cartaz no Teatro Bradesco na cidade de São Paulo. Em 2011, Lissah ficou em cartaz com o musical infantil O Fantasma da Máscara no teatro Raul Cortez, em São Paulo e no Teatro Clara Nunes, no Rio de Janeiro. O espetáculo é uma adaptação livre que o autor mineiro Victor Louis Stutz fez do clássico O Fantasma da Ópera, de Gaston Louis Alfred Leroux. A direção é de Rosi Campos, conhecida por ter interpretado a Bruxa Morgana do Castelo Rá-Tim-Bum. Em 2012, parte para mais um grande desafio no teatro musical, o papel da filipina Cynthia, casada com o mecânico Bob, personagem de Saulo Vasconcelos, na produção brasileira de Priscilla, a Rainha do Deserto, que iniciou temporada dia 17 de março no Teatro Bradesco em São Paulo. Desde sua estreia nos musicais, Lissah sempre interpretou a mocinha da história e agora terá que viver o oposto. A peça conta a história de três drag queens que vão de Sydney até uma cidade turística no remoto deserto australiano para realizar seu espetáculo. Em 2014 , Li participa do reality show Esse Artista Sou Eu. No mesmo ano viaja o Brasil com a turnê Disney in Concert: As Músicas dos seus Filmes Favoritos, que mistura musical e show, interpretando as canções famosas de filmes clássicos da Walt Disney. Em 2015 integrou a lista de participantes da oitava temporada do reality show A Fazenda. Em 2016 foi lançado seu primeiro single "Vai Chegar", que faz parte do tema de abertura da telenovela  'Sila' da Rede Bandeirantes.

### 2017–19: Retorno ao Rouge
Em agosto de 2017, após comemorar 15 anos do grupo Rouge num post em seu Instagram oficial, rumores começaram a circular que as cantoras poderiam estar planejando um retorno com a formação original. No dia 13 de setembro do mesmo ano, foi anunciado que o grupo retornaria para comemoração dos 15 anos com inicialmente um show na festa Chá da Alice. Os ingressos para apresentação se esgotaram após três horas, e eventualmente mais três shows foram anunciados. No mês seguinte, foi decretado o retorno oficial do grupo, com anúncio de novas canções, um DVD, além de uma turnê para o ano de 2018. Em janeiro de 2018, o grupo deu início à turnê Rouge 15 Anos, além de ter lançado o novo single, "Bailando", que permaneceu em primeiro lugar por quatro dias no iTunes. Em outubro lança o EP 5, e em 24 de janeiro de 2019, o grupo anunciou por meio de suas páginas oficiais que entrariam em uma pausa por tempo indeterminado, mas que deixariam para os fãs o seu novo álbum de estúdio, Les 5inq, o quinto da carreira do grupo, lançado posteriormente em 1 de fevereiro. Além disso, para finalizar a segunda fase de trabalhos iniciada em 2017, elas lançaram o EP acústico Rouge Sessions - De Portas Abertas, que contou com vídeos para todas as músicas. Mesmo sem ter sido trabalhado pelas integrantes, o álbum Les 5inq ocupou o primeiro lugar em vendas no Itunes e a música Como Na Primeira Vez, ficou em terceiro lugar no Ranking iTunes Brasil nas primeiras semanas de seu lançamento.

### 2019–presente: Continuação como atriz e Canta Comigo teen
Em 12 dezembro, Li estreou o concerto Uma Saudação a Celine Dion, de Rafael Mello, interpretando canções gravadas por Celine Dion. Em 2019 integra a a segunda temporada do quadro ''Shadow Brasil'' do Programa Raul Gil. Em 2020 é convidada para ser jurada do Canta Comigo Teen.
Em 28 de abril de 2021, foi anunciada como participante da quinta temporada do reality show Power Couple Brasil da RecordTV, junto com seu marido JP Mantovani. Eles foram o décimo primeiro casal eliminado do programa com 5,44% dos votos para ficar em uma D.R. contra Déborah Albuquerque & Bruno Salomão e Matheus Yurley & Mari Matarazzo, ficando em 3.º lugar na competição.
Em Setembro de 2021, foi convidada para integrar o elenco do Famosas Em Apuros, integrando a primeira temporada do quadro de desafios do Hora do Faro, acompanhada da ex banheira do Gugu Luiza Ambiel, e também da apresentadora Adriana Bombom. O quadro, iniciado dia 5 de setembro e findado dia 9 do mesmo mês, consagrou Li Martins como campeã através do voto popular, desbancando as concorrentes e recebendo o prêmio final com 60% dos votos.

## Vida pessoal
Em abril de 2007 começa um relacionamento com o cantor Matheus Herriez, antigo integrante do grupo Br'oz, com quem viria a noivar um ano depois. Em 20 de maio de 2009 Lissah se casa com Matheus na Igreja Nossa Senhora do Brasil, em São Paulo, trazendo entre os padrinhos Aline Wirley, Karin Hils, Jhean Marcell, Oscar Tintel, Filipe Duarte e André Marinho, que trabalharam com ambos nos grupos Rouge e Br'oz. Em dezembro de 2014 o casamento chega ao fim. O fato foi mantido em segredo da mídia até outubro de 2015, quando Lissah anunciou o acontecido durante sua participação em A Fazenda. Em novembro de 2015 começou a namorar o modelo João Paulo Mantovani, de quem anunciou estar esperando o primeiro filho em fevereiro de 2017. Em abril o relacionamento chega ao fim e, dois meses depois, em 14 de junho de 2017, nasce a filha do casal, Antonella. Um ano depois, João Paulo e Patrícia voltam com seu relacionamento.

## Influências musicais
Para Martins, as cantoras Celine Dion e Mariah Carey são suas maiores influências vocais e musicais. Sobre Dion, ela credita como "a cantora que me despertou para a música que até então era só uma diversão" e após vê-la se apresentar em uma edição do Oscar, teve certeza de que seguir uma carreira musical é o "que eu quero fazer da minha vida". Durante os anos iniciais de sua vida, Martins tinha contato quase que exclusivamente com músicas japonesas, uma vez que se apresentava em festivais e concursos artísticos da comunidade nipônica. Nesse período, após cantar a canção "Without You" de Carey em um Karaokê, ela passou a sentir a necessidade de ouvir e conhecer outros estilos musicais. Ao lado de Carey e Dion, outras influências importantes para ela incluem Toni Braxton e Whitney Houston. Na adolescência, teve a trajetória de Britney Spears como inspiração para prosseguir seu sonho.

## Teatro
| Ano           | Título                               | Personagem                  |
| ------------- | ------------------------------------ | --------------------------- |
| 2007–08       | Miss Saigon                          | Kim                         |
| 2009          | A Bela e a Fera                      | Bela                        |
| 2010          | Jekyll & Hyde - O Médico e o Monstro | Emma                        |
| 2011–12       | O Fantasma da Máscara                | Belinha                     |
| 2012–13       | Priscilla: a Rainha do Deserto       | Cyntia                      |
| 2014          | Disney in Concert                    | Bela / Mulan / Ariel / Elsa |
| 2015          | Histórias do Brasil                  | Beatriz                     |
| 2018          | O Poder da Amizade                   | Alini                       |
| 2018–19       | Uma Saudação à Celine Dion           | Celine Dion                 |
| 2022          | Brilha La Luna - O Musical           | Theodora                    |
| 2022–presente | Uma Saudação às Divas                | Celine Dion                 |

## Filmografia

### Televisão
| Ano           | Título              | Cargo / Personagem         | Nota                    |
| ------------- | ------------------- | -------------------------- | ----------------------- |
| 2000          | Programa Raul Gil   | Participante               | Quadro: Jovens Talentos |
| 2002          | Popstars            | Participante               | Temporada 1             |
| 2002          | Rouge: A História   | Apresentadora              |                         |
| 2003          | Romeu e Julieta     | Amiga de Julieta           | Especial de fim de ano  |
| 2005          | Floribella          | Ela mesma                  | Episódio: "14 de julho" |
| 2014          | Esse Artista Sou Eu | Participante (Vice-campeã) | Temporada 1             |
| 2015          | A Fazenda           | Participante (10º lugar)   | Temporada 8             |
| 2016          | Dance Se Puder      | Jurada                     |                         |
| 2019–2020     | Shadow Brasil       | Jurada                     |                         |
| 2020–presente | Canta Comigo Teen   | Jurada                     |                         |
| 2020–presente | Canta Comigo        | Jurada                     |                         |
| 2021          | Power Couple        | Participante (3º lugar)    | Temporada 5             |
| 2021          | Famosas em Apuros   | Participante (Vencedora)   | Temporada 1             |

### Cinema
| Ano  | Título                            | Personagem |
| ---- | --------------------------------- | ---------- |
| 2003 | Xuxa Abracadabra                  | Ela mesma  |
| 2005 | Eliana em O Segredo dos Golfinhos | Ela mesma  |

## Dublagem
| Ano  | Título                                    | Personagem       | Nota               |
| ---- | ----------------------------------------- | ---------------- | ------------------ |
| 2007 | Bratz - O Filme                           | Yasmin           | Apenas das músicas |
| 2022 | Lu Over The Wall                          | Yuoh Ebina       |                    |
| 2022 | Housing Complex C                         | Vozes adicionais |                    |
| 2022 | Willow                                    | Mãe da Jade      |                    |
| 2022 | The Masked Singer USA                     | Rainha de Copas  |                    |
| 2022 | Terrifier 2                               | Leah Voysey      | Apenas das músicas |
| 2022 | National Treasure: Edge of History        | Vozes adicionais |                    |
| 2023 | Crônicas de um Aristocrata em Outro Mundo | Rudy             |                    |
| 2024 | Shōgun                                    | Lady Mariko Toda |                    |

## Discografia

### Singles
Como artista principal
| Título                                          | Ano  | Álbum                 |
| ----------------------------------------------- | ---- | --------------------- |
| "Vou Ser do Jeito Que eu Sou" (part. Zac Efron) | 2007 | High School Musical 2 |
| "Vai Chegar"                                    | 2016 | Sila                  |

### Outras aparições
| Canção                          | Ano  | Outro(s) artista(s) | Álbum                     |
| ------------------------------- | ---- | ------------------- | ------------------------- |
| "Abra os Olhos"                 | 2007 | —                   | Bratz: O Filme            |
| "Bratitude"                     | 2007 | Aline Wirley        | Bratz: O Filme            |
| "Mentiras, Poesias e Flores"    | 2009 | Matheus Herriez     | Ser o que Sou             |
| "Promise (Til the End of Time)" | 2011 | E.Motion e Tonanni  | Closer to Pleasure        |
| "Vejo Enfim a Luz Brilhar"      | 2013 | Izaias Xavier       | Enrolados                 |
| "Lying"                         | 2014 | Shameless           | Game On                   |
| "Run Away"                      | 2014 | Tommy Love          | Tommy Love                |
| "Um Dia de Domingo"             | 2014 | Daniel              | Daniel 30 Anos: O Musical |
| "Tóxico"                        | 2018 | Christian Chávez    | Conectado                 |
| "Cola em Mim"                   | 2020 | Yuri Oliver         | Yuri Oliver               |

### Videoclipes
| Título                        | Ano  | Álbum           |
| ----------------------------- | ---- | --------------- |
| "Vou Ser do Jeito Que eu Sou" | 2007 | Kenny Ortega    |
| "Vai Chegar"                  | 2016 | Daniel Behrendt |